# Yang Jia
Yang Jia (chiń. 陽甲) albo Xiang Jia, imię osobiste Zi He – władca Chin z dynastii Shang.
Starożytna chińska kronika Zapiski historyka autorstwa Sima Qiana informuje, że wstąpił na tron po śmierci kuzyna ojca - Nan Genga. Za jego panowanie trwały walki z barbarzyńcami oraz wojny domowe pomiędzy różnymi frakcjami klanu królewskiego do których włączali się też wasale. Potęga rodu Shang znacznie osłabła. Yang Jia panował przez około 17 lat (choć inne źródła podają 7 lat). Jego następcą został jego młodszy brat Pan Geng. 